# Tafenoquina
La tafenoquina, es vendida entre otras bajo la marca Krintafel, es un medicamento utilizado para prevenir y tratar la malaria .  Respecto a la malaria aguda este medicamento se utiliza junto con otros medicamentos para prevenir la recaída por Plasmodium vivax .  Puede usarse para prevenir todo tipo de malaria,  y se toma por vía oral. 
Los efectos secundarios de este medicamento incluyen vómitos, dolor de cabeza y mareos;  otros efectos secundarios pueden incluir metahemoglobinemia, dificultad para dormir y anafilaxia .  En personas con deficiencia de G6PD, puede producirse una degradación de los glóbulos rojos .  No se recomienda este medicamento  durante el embarazo.  La tafenoquina pertenece a la familia de medicamentos de las 8-aminoquinolinas . 
Este medicamento fue aprobada para su uso médico en Australia y Estados Unidos en el 2018.   En los Estados Unidos, en 2019 , un tratamiento cuesta alrededor de 43 dólares estadounidenses.  La tafenoquina está relacionada con la primaquina . 